# Thomas Olszanski
Pour l’article homonyme, voir Olszanski.
Thomas Olszanski, né Tomasz Olszański le 5 novembre 1886 à Morawsko et mort le 9 juillet 1959 à Varsovie était un leader et militant syndical franco-polonais.

## Biographie

### Enfance
Fils de parents pauvres, il est l'aîné d'une famille de quatre enfants. Dès son enfance, il prend conscience des injustices et travaille dès l'âge de huit ans pour aider ses parents à nourrir la famille (il est alors berger). Dans son autobiographie, il évoque dès son enfance « un instinct de classe ». La famille Olszanski connaît de nombreux déménagements au gré des différents métiers du père : Morawsko non loin de Jaroslaw, Woloczek non loin de Przemyśl, Grabowiec à l'est de Varsovie non loin de la frontière Biélorusse...) 

### Immigration

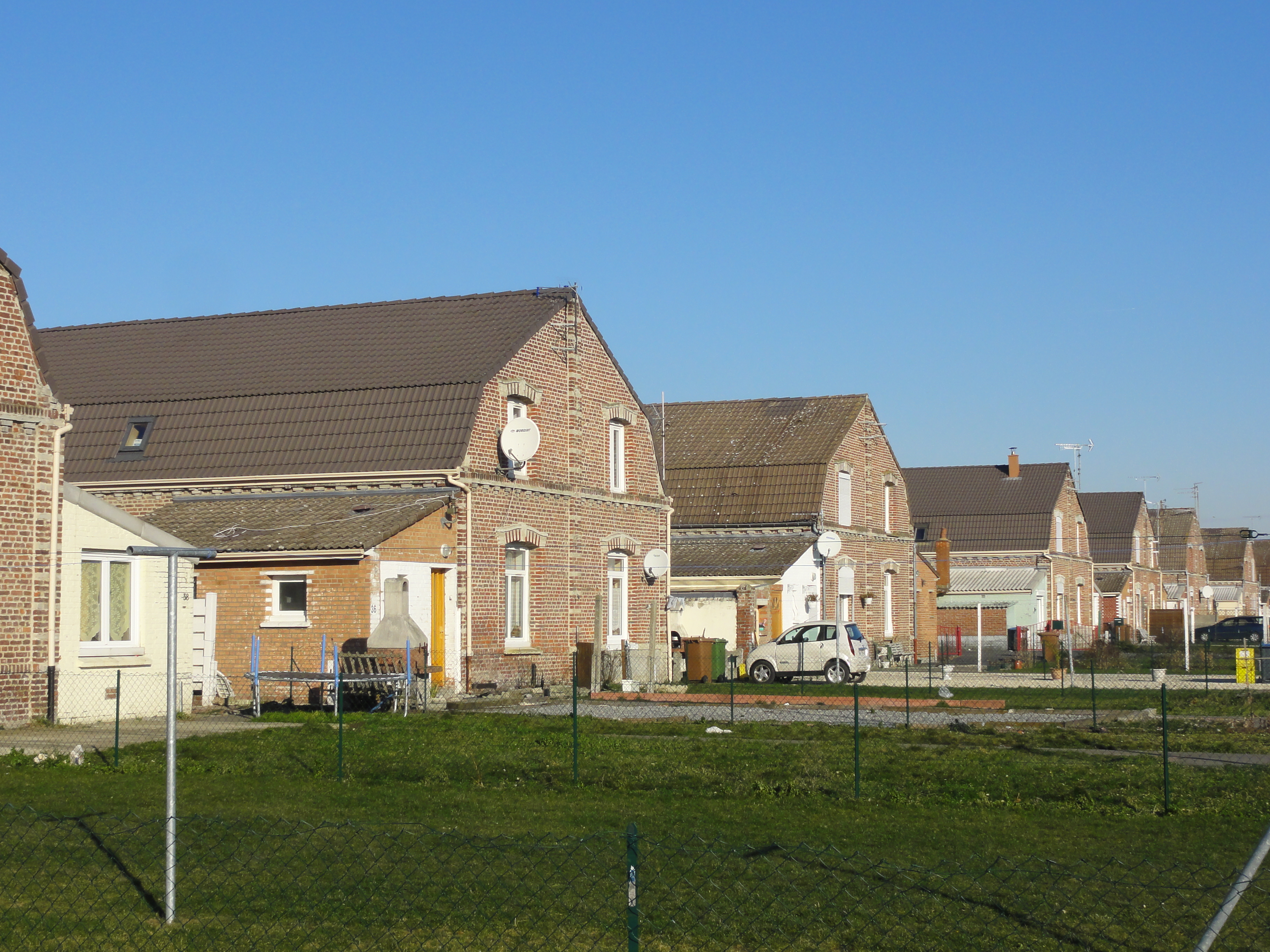
La cité du Nouveau Monde à Lallaing, construite pour loger les mineurs de la fosse Bonnel par la Cie d'Aniche.

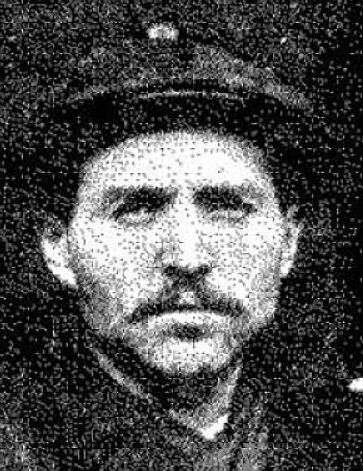
Benoît Broutchoux.

En 1906, Thomas Olszanski quitte la Pologne et trouve asile en Allemagne où il occupe divers emplois : dans une briqueterie à Cedynia, dans une tannerie à Berlin, cheminot dans la Ruhr. Arrivé à Auboué en France en 1909, il adhère au Parti socialiste et à la Confédération générale du travail (CGT). Il est embauché aux mines du Nord de la France et rejoint le syndicat des mineurs de Benoit Broutchoux. Après le Congrès de Tours en 1920, il adhère au Parti communiste français.
Lors du conflit de 1914-1918, Thomas Olszanski combat dans l'armée polonaise en France.
En 1923, il devient permanent syndical, chargé de la propagande au sein de la main d'œuvre étrangère, et s'installe avec sa femme et ses cinq enfants à Lallaing.

### Déchéance de nationalité
Thomas Olszanski collabore à l'un des deux journaux syndicaux en polonais, Robotnik Polski (« l'Ouvrier Polonais »), rival de Prawo Ludu.
Il existe aussi deux grands quotidiens à la fibre patriotique, fondés avant 1914, dans la Ruhr et transférés en 1924 : Wiarus Polski, publié à Lille, et surtout Narodowiec, installé à Lens.
En juin 1922, il obtient la nationalité française.
Mais dix ans plus tard, en 1932, il est déchu de la citoyenneté française à cause de ses engagements et de ses prises de position contre le patronat et pour la défense de la classe ouvrière, comme il est indiqué dans le jugement : « étant donné que l'accusé, par son activité, a causé des torts à l'État français, ... ».
Un comité de soutien est alors constitué par Jean et André Lurçat, Georges Friedmann, André Malraux, Paul Signac, Paul Nizan, Henri Barbusse, Eugène Dabit.
Les recours en appel et cassation étant épuisés, il est renvoyé de France en 1934, au même moment qu'un autre syndicaliste polonais, Edward Gierek, qui deviendra plus tard premier ministre de la Pologne.

### Fin de vie
Il s'installe ensuite en URSS où il reste jusqu'en 1945, année où il rejoint la Pologne. En 1944, il demande et obtient son transfert du Parti communiste français au Parti communiste polonais (Parti ouvrier polonais). Il écrit ses mémoires en 1957. Il meurt le 9 juillet 1959 à Varsovie.

### Autobiographie
Thomas Olszanski a écrit son autobiographie, Un militant syndicaliste franco-polonais.